# PRISM
PRISM er et amerikansk overvågningsprogram afsløret af whistle-bloweren Edward Snowden i 2013. 
Programmet bruges af den amerikanske efterretningstjeneste NSA til via en bagdør i det skjulte og i realtid, systematisk at indsamle oplysninger om internetkommunikation fra større amerikanske internetselskaber, herunder Google, Facebook, Apple og Microsoft. Dette afvises dog af de nævnte firmaer, med den bemærkelsesværdige ens formulering, at myndighederne ikke har ’direkte adgang til serverne’. Ingen af disse firmaer afviser dog samarbejde med NSA.
PRISM blev lanceret i 2007 og skulle ifølge den tidligere NSA-chef Michael Hayden, "kun" overvåge ikke-amerikanske borgere. Snowden har imidlertid dokumenteret, at også amerikanere er blevet overvåget. Programmet blev især udviklet, som en konsekvens af terrorangrebet mod World Trade Center 11. september 2001.
- Introduktionsslide.
- Hvor stor en del af verdens kommunikation der går gennem USA
- Selskaber der deltager i PRISM og hvilke typer data de bidrager med
- Hvornår hvert enkelt selskab begyndte at levere data til PRISM
- PRISM's opgaveprocesser
- PRISM's samlede dataflow
- PRISM's navngivning af cases
- Søgning i PRISM's antiterrordatabase
- Nogle af PRISM's mål.
- Uklart fragment som nævner "upstream collection", FAA702, EO 12333, med eksplicit reference til yahoo.com i teksten.
- FAA702 missioner og  kort
- FAA702 missioner og kort. i fodnoten stå der "Collection only possible under FAA702 Authority". FAIRVIEW er i den centrale boks.
- FAA702 Missioner og kort. I fodnoten stå der "Collection only possible under FAA702 Authority". STORMBREW er i den centrale boks.
- taskings, Points to Remember. Transcript of body: Whenever your targets meet FAA criteria,  you should consider asking to FAA. Emergency tasking processes exist for [imminent /immediate ] threat to life situations and targets can be placed on [illegible] within hours (surveillance and stored comms). Get to know your Product line FAA adjudicators and FAA leads.